# 宮崎市立東大宮小学校
宮崎市立東大宮小学校（みやざきしりつひがしおおみやしょうがっこう）は、宮崎県宮崎市大島町にある公立小学校。

## 概要
- 児童数 - 約700名ほど（2025年度）

## 沿革
- 1976年 - 宮崎市立大宮小学校より分離。
- 1989年 - 銀杏並木を造成。
- 1990年 - 学校の木としてイチョウを指定。

## 通学区域
東大宮小学校の通学区域には以下の区域が指定されている。
- 大島町の一部
- 桜町
- 花ヶ島町の一部
- 東大宮
- 南花ヶ島町の一部
- 村角町の一部

## アクセス
宮崎神宮駅から徒歩17分(約1.7km)
蓮ヶ池団地入り口から徒歩3分(約249m)

## 著名な出身者
- 伊野波雅彦（プロサッカー選手）
- 興梠慎三（プロサッカー選手）
- 渡辺創（衆議院議員）